# Opéra à sauvetage

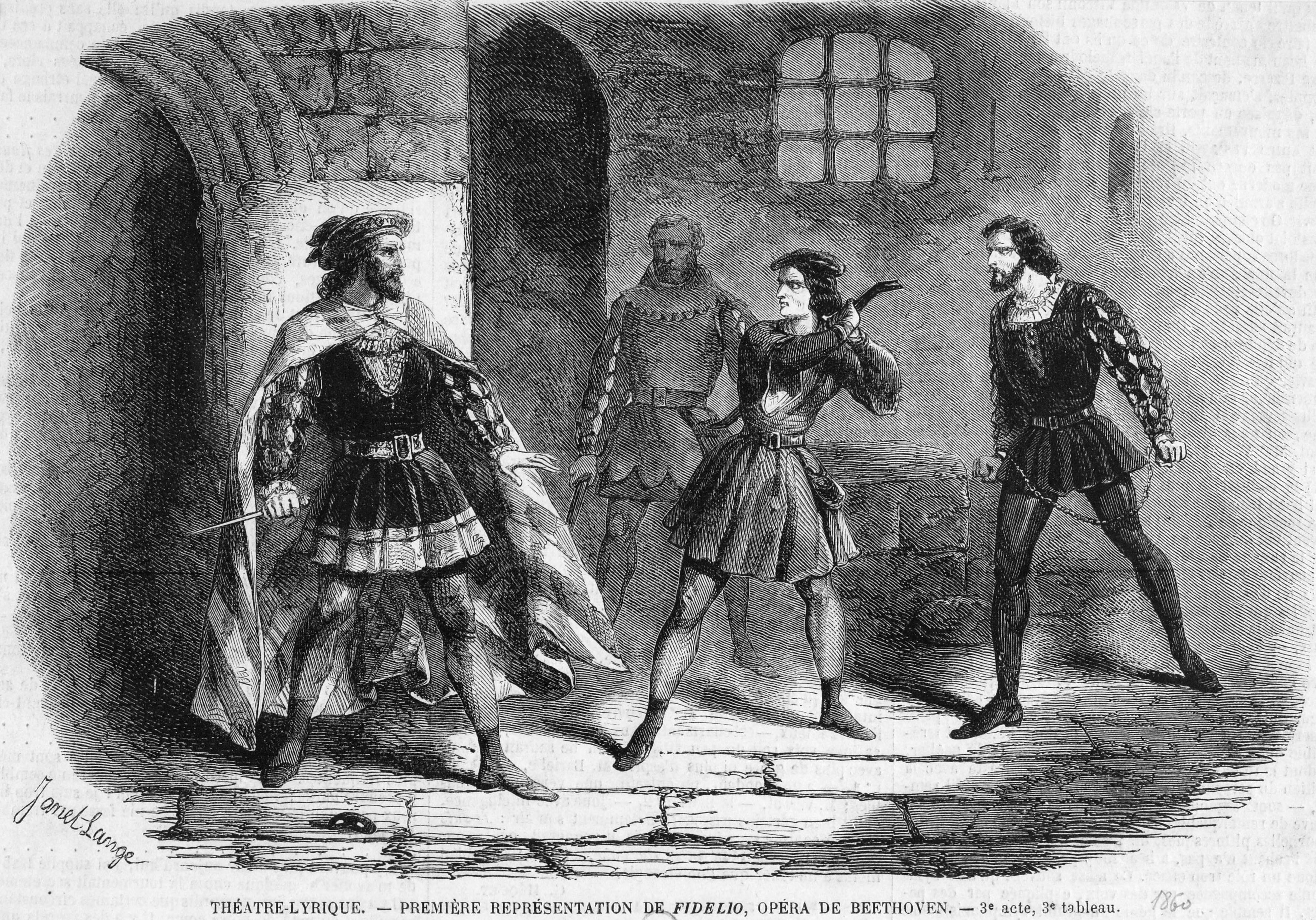
Fidelio : Leonore empêche Don Pizarro de tuer Florestan.

Un opéra à sauvetage (en anglais : « rescue opera ») est un genre populaire de l'opéra à partir de la fin du XVIIIe siècle et du début du XIXe siècle en France et en Allemagne. Généralement, les opéras à sauvetage mettent en scène la rescousse du personnage principal en danger et, à la fin, la pièce connait une résolution heureuse dans laquelle les idéaux humanistes nobles triomphent.

## Étymologie
En anglais, l'expression « Rescue opera » n'était pas un terme contemporain. Le critique musical Dyneley Hussey (en) a utilisé le terme en anglais en 1927 comme traduction de la référence de Karl M. Klob de 1913 à Fidelio comme « das sogenannte Rettungs- oder Befreiungsstück » dans Die Oper von Gluck bis Wagner. David Charlton pense que l'opéra à sauvetage n'est pas un genre authentique, et que le concept a été inventé pour établir ce qu'il croit être un lien inexistant entre l'œuvre de Beethoven et l'opéra français. Patrick J. Smith, quant à lui, observe : « L'opéra à sauvetage est antérieur à la Révolution, mais l'opéra à sauvetage en tant que genre en est le produit. »
En français, ce genre est appelé « pièce à sauvetage » ou « opéra à sauvetage », tandis qu'en allemand, il est appelé "Rettungsoper", "Befreiungsoper" (opéra de la libération) ou "Schreckensoper" (opéra de la terreur).

## Exemples
Parmi les premiers opéras comiques ayant pour thème le sauvetage, on peut citer Le Roi et le Fermier (1762) et Le Déserteur (1769) de Pierre-Alexandre Monsigny et Richard Cœur-de-lion (1784) d'André Grétry. On les appelle parfois les premiers opéras à sauvetage ou, inversement, les prédécesseurs de l'opéra à sauvetage.
Les rigueurs du cloître (1790) d'Henri Montan Berton ont été décrites comme le premier opéra de sauvetage, ; Luigi Cherubini, avec Lodoïska (1791), a également été désigné comme une œuvre fondatrice du genre ,. D'autres exemples datant de la fin du dix-huitième et du début du dix-neuvième siècle, période durant laquelle l'opéra à sauvetage a prospéré, sont Camille ou le Souterrain (1791) de Nicolas Dalayrac, La caverne (en) (1793) de Jean-François Le Sueur, et Les Deux Journées (1800) de Cherubini.
Si l'opéra à sauvetage est avant tout un genre français, les deux opéras les plus connus de ce genre ne sont pas français. Le Fidelio de Ludwig van Beethoven en est de loin l'exemple le plus célèbre aujourd'hui, et il a également été influencé par le Singspiel allemand. Une œuvre similaire à Fidelio est le Torvaldo e Dorliska de Rossini de 1815.
L'opéra Dalibor de Bedřich Smetana (1868), qui ne contient aucun dialogue parlé et qui porte les marques de l'influence de Richard Wagner, a néanmoins été qualifié d'opéra à sauvetage, en partie à cause de ses thèmes politiques.
Mikhaïl Glinka et son premier opéra Une vie pour le tsar, créé en 1836, s'est inspiré de la forme de l'opéra français pour sa structure formelle.

## Style et thèmes
L'opéra à sauvetage est avant tout un produit de la Révolution française. Les changements sociaux de l'époque signifiaient que l'opéra devait désormais plaire aux masses, et les thèmes post-aristocratiques, patriotiques et idéalistes ; tels que la résistance à l'oppression, la laïcité, le pouvoir politique des individus et des personnes travaillant ensemble, et les changements fondamentaux du statu quo ; étaient populaires,,. La Terreur a influencé les histoires de peur et d'emprisonnement ; un certain nombre d'intrigues, y compris celle de Fidelio et d'autres opéras basés sur le même livret, ainsi que celle de Les deux journées, ont été tirées de la vie réelle,.
D'un point de vue stylistique, l'opéra à sauvetage était une excroissance de l'opéra comique, un genre bourgeois. Comme les opéras comiques, les opéras à sauvetage contiennent des dialogues parlés, des idiomes musicaux populaires et des personnages bourgeois. Les œuvres avec des livrets de Michel-Jean Sedaine ont été particulièrement influentes . L'afflux de sujets tragiques ou à suspense dans l'opéra comique a semé la confusion dans un système où la tragédie était associée à des partitions composées et la comédie à des dialogues, précipitant un changement de genres dans le théâtre musical, parallèle au changement politique qui a donné du pouvoir à la classe moyenne. Carl Dahlhaus écrit : « La bourgeoisie ne fonctionnait plus dans les distributions comiques comme simple objet de plaisanterie ; elle exigeait et recevait son rôle dans la dignité de la tragédie. »
Certains spécialistes décrivent les intrigues comme comportant un deus ex machina comme ceux présents dans les intrigues de l'opera seria, bien que la résolution ressemble davantage aux fins des comédies domestiques. Cependant, d'autres rejettent ce terme parce que le sauvetage est effectué grâce aux actions de personnes héroïques, plutôt que de dieux. John Bokina décrit de telles fins, plutôt que comme un "deus ex machina", comme un "populus ex machina", dans lequel des êtres humains vertueux sauvent la situation.
Ces opéras ont également été influencés par la fiction gothique (en) et le mélodrame. Un certain nombre d'opéras à sauvetage étaient des adaptations de la littérature gothique britannique.
Les opéras à sauvetage incorporaient la « couleur locale » dans l'orchestre pour les opéras se déroulant dans des lieux exotiques européens. Les chansons folkloriques et les airs "pittoresques" étaient utilisés pour indiquer un décor ; Lodoïska, par exemple, se déroulant en Pologne, contient ce qui pourrait être la première polonaise à l'opéra ,. Cependant, les mélodies en tant que telles étaient évitées.
L'intensité dramatique et émotionnelle, véhiculée par la musique, devient de plus en plus importante. Les indications fortissimo ff et même fff étaient souvent présentes dans les partitions, et les gammes chromatiques, les trémolos et les intervalles tels que la septième diminuée renforçaient la tension sur scène. Jean Le Sueur, dont l'opéra La Caverne fut l'un des opéras à sauvetage les plus influents, écrivit dans sa partition pour Télémaque que les airs devaient être chantés avec une « voix concentrée » ou d'une manière « très concentrée ». De longs passages instrumentaux décrivant des tempêtes ou des batailles sont également présents.

## Impact
L'intensité dramatique et émotionnelle est accrue et l'inclusion de la musique instrumentale et descriptive. L'opéra à sauvetage a précédé les œuvres des romantiques allemands tels que Carl Maria von Weber et, à travers lui, Richard Wagner,. La grandiosité de la musique et des décors, influencée par les spectacles politiques de la Révolution française et de l'Empire français, a influencé le grand opéra et les œuvres de compositeurs comme Giacomo Meyerbeer.